# 7564 Gokumenon
A 7564 Gokumenon (ideiglenes jelöléssel 1988 CA) a Naprendszer kisbolygóövében található aszteroida. R. Rajamohan fedezte fel 1988. február 7-én.